# Dodici tesori di Spagna
I dodici tesori di Spagna è stato un progetto condotto dalle reti televisive Antena 3 e Cope per identificare le dodici opere artistiche o località ritenute le più belle della nazione. I risultati finali sono stati annunciati il 31 dicembre 2007. Sono stati scelti nove monumenti architettonici, due naturali e uno pittorico.

## Concorso
Quattro mesi dopo la competizione internazionale che ha scelto le Nuove sette meraviglie del mondo, a settembre 2007, Antena 3 e Onda Cero lanciarono una campagna per eleggere i cosiddetti dodici tesori di Spagna, un'iniziativa basata sui voti della gente, attraverso internet e cellulari. Alla fine vennero scelti venti candidati su 9000 segnalazioni, da cui poi sono stati votati i dodici vincitori (da notare che all'inizio i tesori da scegliere avrebbero dovuto essere sette).

## Vincitori
I dodici vincitori in ordine di voti sono:
| Tesoro                               | Ubicazione                                               | Immagine |
| ------------------------------------ | -------------------------------------------------------- | -------- |
| Grande Moschea di Cordova            | Cordova, Andalusia 37°52′45.1″N 4°46′47″W                |          |
| Grotta di Altamira                   | Santillana del Mar, Cantabria 43°22′57″N 4°06′58″W       |          |
| Cattedrale di Siviglia               | Siviglia, Andalusia 37°23′09″N 5°59′35″W                 |          |
| Alhambra                             | Granada, Andalusia 37°10′37″N 3°35′24″W                  |          |
| Basilica di Nostra Signora del Pilar | Saragozza, Aragona 41°39′25″N 0°52′42″W                  |          |
| Parco nazionale del Teide            | Tenerife, Isole Canarie 28°15′47″N 16°36′58″W            |          |
| Teatro romano di Mérida              | Mérida, Estremadura 38°54′55.4″N 6°20′18.6″W             |          |
| Cattedrale di Santiago di Compostela | Santiago di Compostela, Galizia 42°52′50.2″N 8°32′39.8″W |          |
| Ciutat de les Arts i les Ciències    | Valencia, Comunità Valenciana 39°27′16.3″N 0°21′01.31″W  |          |
| Sagrada Família                      | Barcellona, Catalogna 41°24′13″N 2°10′28″E               |          |
| Spiaggia di La Concha                | San Sebastián, Paesi Baschi 43°19′03″N 1°59′12″W         |          |
| Guggenheim Museum                    | Bilbao, Paesi Baschi 43°16′06.98″N 2°56′03.43″W          |          |